# Peter Gilsfort
Peter Eric Gilsfort (* 19. April 1958 in Malling, Aarhus Kommune) ist ein dänischer Schauspieler.

## Leben
Peter Gilsfort wuchs als Sohn von Eric Gilsfort († 1998) und Elisabeth Gilsfort († 2010) in Aarhus auf.
Nach seinem Schulabschluss absolvierte er von 1976 bis 1980 seine Schauspielausbildung an der Schauspielschule des Aarhus Teater, wo er auch sein Bühnendebüt als Darsteller hatte und dort anschließend bis zum Jahr 1990 als festes Ensemblemitglied engagiert war. Als Bühnendarsteller wirkte er in zahlreichen Theaterstücken wie Hamlet, Macbeth, Richard III., Oliver Twist, Ein Sommernachtstraum oder in Ivanhoé mit, so unter anderem auch am Odense Teater, am Folketeatret, am Königlichen Theater Kopenhagen, am Gladsaxe-Theater oder am Det Ny-Theater. Seit 1983 hat Gilsfort als Schauspieler vor der Kamera in bislang mehr als 50 Film-und-Fernsehproduktionen mitgewirkt. Während er zu Beginn seiner Karriere noch oftmals in einer Nebenrolle besetzt wurde, konnte er sich später als Charakterdarsteller in Hauptrollen beweisen. Er wurde für sein filmisches Schaffen mit dem Dannebrogorden ausgezeichnet.
Peter Gilsfort ist seit Juli 1985 verheiratet und hat mit seiner Frau vier Kinder. Das Ehepaar lebt in Kopenhagen.

## Filmografie (Auswahl)
- 1983: Rejseholdet (Fernsehserie, 1 Folge)
- 1984: Privatdetektiv Anthonsen (Fernsehserie, 1 Folge)
- 1984: Kopenhagen – Mitten in der Nacht
- 1989: Lykke Per (Fernsehserie, 4 Folgen)
- 1993: Schwarze Ernte
- 1994–1997: Hospital der Geister (Fernsehserie, 8 Folgen)
- 1997–2000: Madsen und Co. (Fernsehserie, 16 Folgen)
- 2007: Kommissarin Lund – Das Verbrechen (Fernsehserie, 7 Folgen)
- 2008: Der verlorene Schatz der Tempelritter III: Das Geheimnis der Schlangenkrone
- 2009: Protectors – Auf Leben und Tod (Fernsehserie, 2 Folgen)
- 2011: Nordlicht – Mörder ohne Reue (TV-Miniserie)
- 2012: This Life
- 2014: 1864 (TV-Miniserie)
- 2017: Die Wege des Herrn (Fernsehserie, 1 Folge)
- 2018: Greyzone – No Way Out (TV-Miniserie)
- 2019: Kidnapping (Fernsehserie, 2 Folgen)
- 2019: Follow the Money (Fernsehserie, 8 Folgen)
- 2020: Frederik IX. (Fernsehserie)
- 2023: Fatal Crossing (Fernsehserie)